# あなたが主役!
『あなたが主役!』（あなたがしゅやく）は、1978年4月3日から同年9月25日までフジテレビ系列局で放送されていたフジテレビ製作のバラエティ番組である。放送時間は毎週月曜 12:00 - 12:30 （日本標準時）、フジテレビ系全国ネットの日替わりバラエティ番組枠『12時開演!』月曜の番組として放送。

## 概要
男性芸能人がファンの主婦1人とともにドラマを作成し、そのドラマを観客や視聴者に見てもらっていた公開形式の視聴者参加型番組。内容は恋愛ドラマから時代劇まで多種多彩で、さらに司会の桂三枝（後の六代目桂文枝）と東八郎も毎回必ず何らかの役を演じていた。
タイトルは似ているが、後にテレビ朝日が製作した『ビデオあなたが主役』との関連性は特に無い。

## 出演者

### 司会
- 桂三枝
- 東八郎

### 出演した男性芸能人
- 石坂浩二 - 第1回。
- 天知茂
- 黒沢年男（後の黒沢年雄）
- 古谷一行
- 山口崇
- 志垣太郎
- 林与一
- 中尾彬
- 伊丹十三
- 川谷拓三
- 清水健太郎
- 荻島真一
- 西城秀樹
- 森田健作
- 渡辺篤史
- 五木ひろし
- 長門裕之 - 最終回。
- ほか